# 우이도항
우이도항(牛耳島港, Uido Fishing Port)은 전라남도 신안군 도초면 우이도리에 있는 어항이다. 1998년 10월 9일 국가어항으로 지정되었으며, 관리청은 해양수산부 서해어업관리단, 시설관리자는 신안군수이다.

## 연혁
- 450여년전 탁씨, 방씨, 정씨, 윤씨 등이 대초리의 수려한 경관을 보고 이곳에 정착했다고 한다. 섬의 모양이 소의 귀를 닮았다고 하여 우이도라 하며, 우이도 상산봉에 바둑판바위 설화가 전해온다.
- 수심이 얕아 약간의 바람만 불어도 거친 파도가 일어나서 소형선박의 접안이 곤란한 우이도항은 2000년 기본설계를 하면서 환경영향평가 용역을 실시한 후 2002년 어항개발계획을 수립했다.[1]

## 어항구역
본 항의 어항구역은 다음과 같다.
- 수역: 북방파제기부(N 34-37-10.13, E 125-51-35.77)에서 E방향으로 350m 이동한점(N 34-37-10.13, E 125-51-49.51)과 이 점에서 S방향으로 450m 이동한 점(N 34-36-55.63, E 125-51-49.51), 이 점에서 W 방향으로 육지부를 연결한 선(N 34-36-55.63, E 125-51-35.42)을 따라 형성된 공유수면[2]

## 문화재 지정
신안 우이도 선창은 우리나라에 형태가 거의 완전히 남아있는 유일한 전통 포구시설로서 조선시대에 중수(1745년)한 기록물(비석)이 남아있고, 계속해서 사용된 유적으로 보기 드문 해운관련 문화유산이다. 연대가 정확히 남아있고, 형태도 비교적 잘 남아 있어 섬사람들의 생활문화를 보여주는 상징적인 가치가 있는 자료임으로 포구시설과 선창 중건비까지 포함하여 도 기념물로 지정할만한 가치가 있어  2010년 5월 27일 전라남도의 유형문화재 제305호로 지정되었다.